# Neoechinorhynchus quinghaiensis
Neoechinorhynchus quinghaiensis är en hakmaskart som beskrevs av Liu, Wang och Yang 1981. Neoechinorhynchus quinghaiensis ingår i släktet Neoechinorhynchus och familjen Neoechinorhynchidae. Inga underarter finns listade i Catalogue of Life.